# Elisabet Petersson

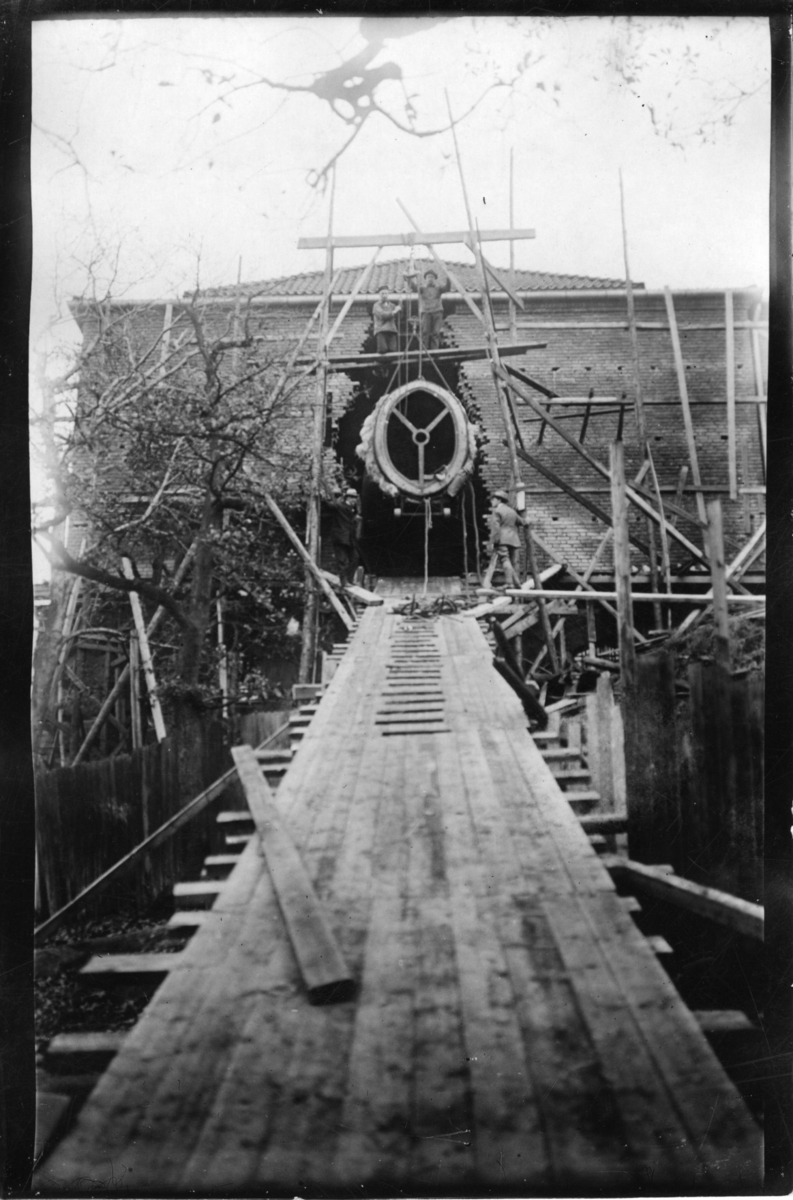
Malmska valens flytt fotograferad av Petersson.

Elisabet Petersson, även Pettersson, född 19 november 1873 i Ljusdal, Gävleborgs län, död 16 mars 1919 i Göteborg, Göteborgs och Bohus län, var en svensk zoolog, kvinnopionjär och kämpe för kvinnlig rösträtt i Sverige. Petersson var Sveriges första kvinnliga zoolog.

## Biografi
Elisabet Petersson föddes 1873 i Ljusdal som dotter till Carl Albert Petersson och Hedvig Fredrika, född Bamberg. Petersson gick i Vasaskolan i Gävle där hon tog studentexamen 1897.
År 1897 började hon studera vid Uppsala universitet med huvudämnena fysik, kemi och matematik. Hon skrev in sig i Gästrike-Hälsinge nation och var aktiv som sekreterare i Uppsala kvinnliga studentförening, grundad 1892 av Lydia Wahlström.
Efter filosofie kandidatexamen 1902 började Petersson arbeta som lärare i bland annat Gävle, Katrineholm och Alingsås. Hon undervisade i sina huvudämnen men även i biologi.
I maj 1913 var Petersson en av grundarna av Landsföreningen för kvinnans politiska rösträtt lokalförening i Alingsås. Hon valdes till centralstyrelsemedlem och fick representera lokalföreningen på styrelsemöten i Stockholm.
Under åren som lärare började hon även att vidareutbilda sig i biologi med inriktning på zoologi och särskilt intresse för fiskar och havslevande ryggradslösa djur (Evertebrata). Åren 1913–1918 genomförde hon flera studie- och insamlingsresor, bland annat till Helgoland, Kristinebergs marina forskningsstation i Bohuslän, Trondheims biologiska station och Väderöarna. Under resorna tog hon också en mängd fotografier.
Kring 1915 slutade Petersson som lärare och 1916 började som preparator vid Göteborgs stadsmuseums zoologiska avdelning. Arbetsuppgifterna var mycket varierande, bland annat assisterade hon museichefen Leonard Jägerskiöld i olika projekt. År 1918 medverkade Petersson i flytten av Malmska valen till den nya museibyggnaden och hösten samma år gick hon en kurs i histologi vid Lunds universitet.
Petersson drabbades av sjukdom och avled 1919 i Göteborg. Hon är gravsatt i Eksjö.